# Semiothisa luteolaria
Semiothisa luteolaria là một loài bướm đêm trong họ Geometridae.